# سال جهانی جنگل‌ها

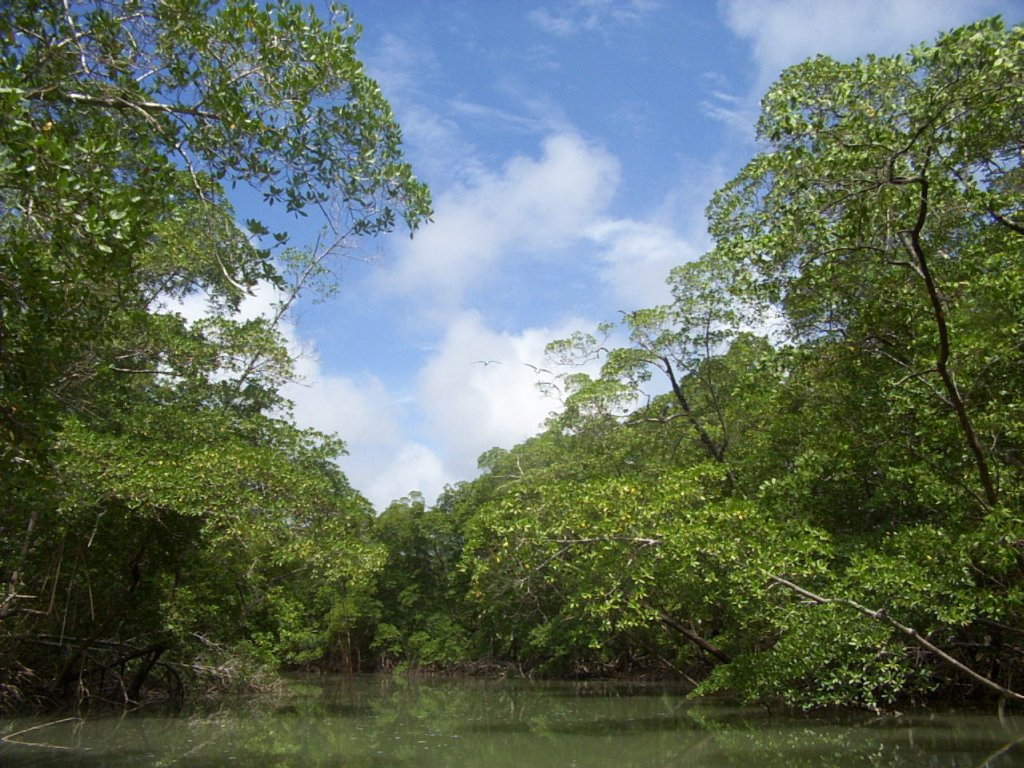
جنگل‌های بارانی آمازون در برزیل

سال ۲۰۱۱ توسط سازمان ملل متحد به عنوان سال بین‌المللی جنگل‌ها اعلام شد تا آگاهی‌بخشی و تقویت مدیریت پایدار، حفاظت و توسعه پایدار انواع جنگل‌ها به نفع نسل‌های فعلی و آینده افزایش یابد.

## پیشینه
جنگل‌ها بخش جدایی‌ناپذیر توسعه پایدار جهانی هستند. طبق برآوردهای بانک جهانی، بیش از ۱٫۶ میلیارد نفر برای امرار معاش خود به جنگل‌ها وابسته هستند و حدود ۳۰۰ میلیون نفر در آنها زندگی می‌کنند. صنعت محصولات جنگلی منبع رشد اقتصادی و اشتغال است و ارزش تجارت جهانی محصولات جنگلی در سطح بین‌المللی ۳۲۷ میلیارد دلار تخمین زده می‌شود.
سازمان خواربار و کشاورزی ملل متحد (فائو) تخمین می‌زند که هر ساله ۱۳۰ هزار کیلومتر مربع از جنگل‌های جهان به دلیل جنگل‌زدایی از بین رفته‌اند. تبدیل به زمین‌های کشاورزی، برداشت ناپایدار چوب، شیوه‌های نادرست مدیریت زمین و ایجاد سکونتگاه‌های انسانی از شایع‌ترین دلایل از بین رفتن مناطق جنگلی هستند.
طبق گزارش بانک جهانی، جنگل‌زدایی تا ۲۰ درصد از انتشار گازهای گلخانه‌ای جهانی را که به گرمایش جهانی کمک می‌کنند، تشکیل می‌دهد. داده‌های فائو تخمین می‌زند که جنگل‌ها و خاک جنگل‌های جهان بیش از یک تریلیون تن کربن را ذخیره می‌کنند - دو برابر مقدار موجود در جو. بانک جهانی تخمین می‌زند که جنگل‌ها زیستگاه حدود دو سوم از تمام گونه‌های روی زمین هستند و جنگل‌زدایی جنگل‌های بارانی گرمسیری بسته می‌تواند منجر به از دست رفتن تنوع زیستی تا ۱۰۰ گونه در روز شود.
طبق اعلام اتحادیه بین‌المللی حفاظت از طبیعت (IUCN) و مشارکت جهانی در احیای چشم‌انداز جنگل، «در سراسر جهان بیش از یک میلیارد هکتار از اراضی جنگلی از دست رفته و تخریب‌شده وجود دارد که می‌توان آنها را احیا کرد».

## کمپین
دبیرخانه مجمع جنگل‌های سازمان ملل متحد، نقطه کانونی اجرای سال بین‌المللی با همکاری دولت‌ها، مشارکت مشارکتی در مورد جنگل‌ها و سایر سازمان‌ها و فرآیندهای مربوطه است.
از دولت‌ها، سازمان‌های منطقه‌ای و بین‌المللی و سازمان‌های جامعه مدنی انتظار می‌رود کمیته‌های ملی ایجاد کرده و نقاط کانونی را در کشورهای خود تعیین کنند تا سازماندهی فعالیت‌ها در حمایت از سال بین‌المللی جنگل‌ها را تسهیل کنند.

## جشن‌ها

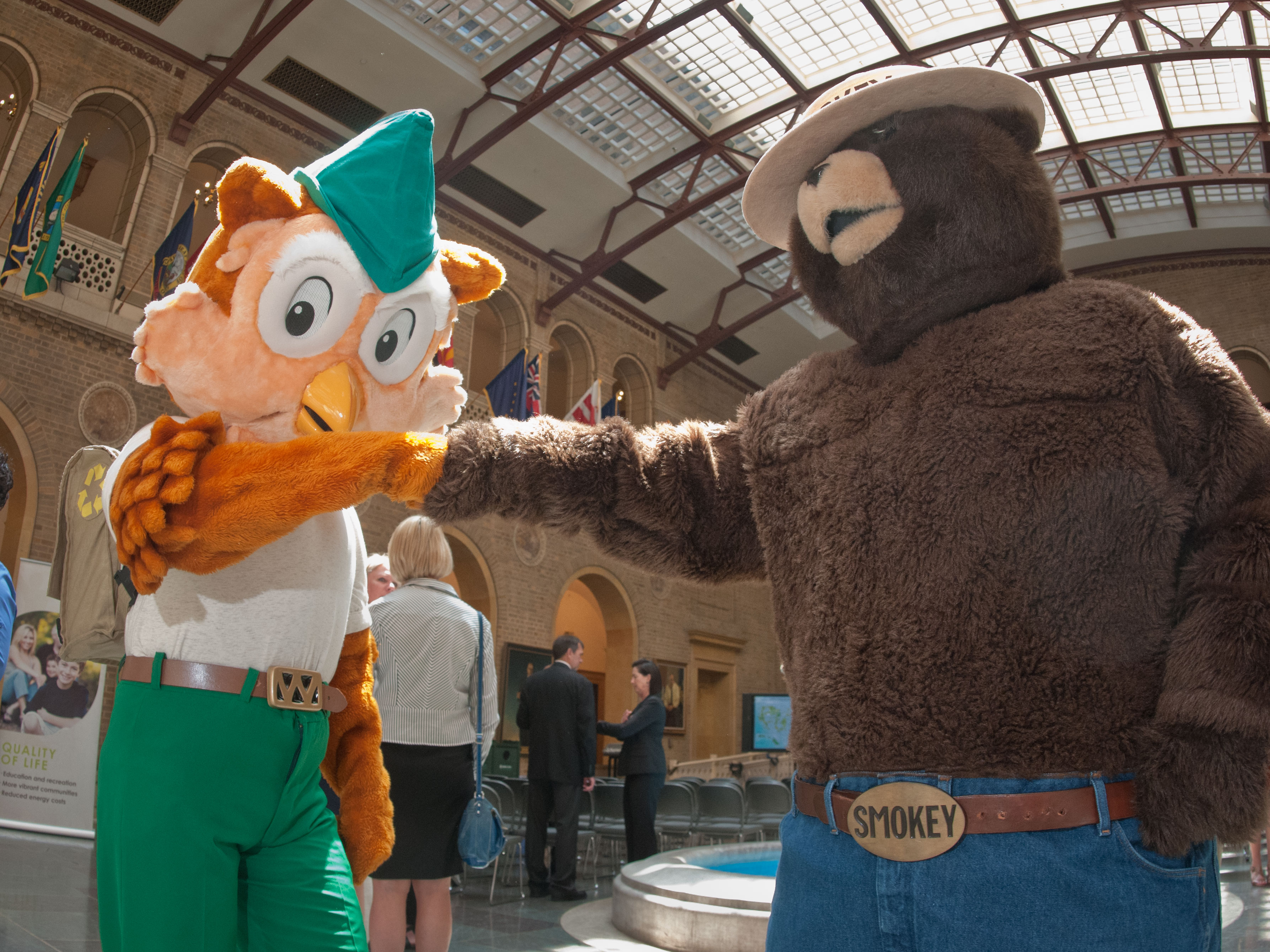
جغد جنگلی و خرس دودی در جشن سال جهانی جنگل‌ها برای کارمندان وزارت کشاورزی ایالات متحده، جمعه، ۳ ژوئن ۲۰۱۱ در پاسیوی ساختمان ویتن، واشینگتن دی سی، به یکدیگر مشت می‌زنند.

کمپین «جشن جنگل‌ها. جشن زندگی» جشن رسمی ایالات متحده است. این جشن در ایالات متحده که توسط انجمن ملی جنگلبانان ایالتی با همکاری سرویس جنگلداری ایالات متحده هماهنگ شده است، با هدف افزایش آگاهی و درک ارزش جنگل‌های آمریکا و به نمایش گذاشتن ارتباط بین جنگل‌های سالم، مردم، اکوسیستم‌ها و اقتصادها برگزار می‌شود. هدف این است که ایده‌ها و منابع لازم برای مشارکت همه ذینفعان جنگلداری در طول سال در این جشن فراهم شود.
در ۹ فوریه ۲۰۱۱، معاون مدیر کل سازمان خواربار و کشاورزی ملل متحد، آن توتوایلر، و معاون مدیر کل اداره جنگلداری، ادواردو روخاس-بریالز، نسخه ۲۰۱۱ نشریه شاخص فائو با عنوان «وضعیت جنگل‌های جهان» (SOFO) را رونمایی کردند. «وضعیت جنگل‌های جهان» گزارشی از وضعیت جهانی جنگل‌ها، تحولات عمده سیاستی و نهادی اخیر و مسائل کلیدی مربوط به بخش جنگل است.
در ۹ مارس ۲۰۱۱، وزیر جنگلداری نیوزیلند، جناب دیوید کارتر، سال جهانی جنگل‌ها را در ساختمان پارلمان در ولینگتون، نیوزیلند، آغاز کرد. هون کارتر گفت: «[جنگل‌ها] بخش جدایی‌ناپذیر اقتصاد مبتنی بر منابع طبیعی ما هستند، طیف وسیعی از مزایای زیست‌محیطی را ارائه می‌دهند و اهمیت فرهنگی دارند.»
در ۵ مه ۲۰۱۱، آکادمی رومانی میزبان یک مناظره ملی در مورد «سال ۲۰۱۱، سال جهانی جنگل‌ها» بود.
در ۱۵ ژوئیه ۲۰۱۱، به افتخار سال جهانی جنگل‌ها، بخش اراضی و جنگل‌های وزارت حفاظت از محیط زیست ایالت نیویورک (DEC) مسابقه عکاسی «جشن جنگل‌های نیویورک» را آغاز کرد. این مسابقه تلاشی برای افزایش آگاهی و قدردانی از انواع جنگل‌ها، شهری و روستایی، بزرگ و کوچک، دولتی و خصوصی، در سراسر ایالت است.

## تاریخچه
مجمع عمومی سازمان ملل متحد در ۲۰ دسامبر ۲۰۰۶ با قطعنامه ۶۱/۱۹۳، سال ۲۰۱۱ را به عنوان «سال بین‌المللی جنگل‌ها» اعلام کرد